# Cestrum endlicheri
Cestrum endlicheri är en potatisväxtart som beskrevs av John Miers. Cestrum endlicheri ingår i släktet Cestrum och familjen potatisväxter. Inga underarter finns listade i Catalogue of Life.

## Bildgalleri

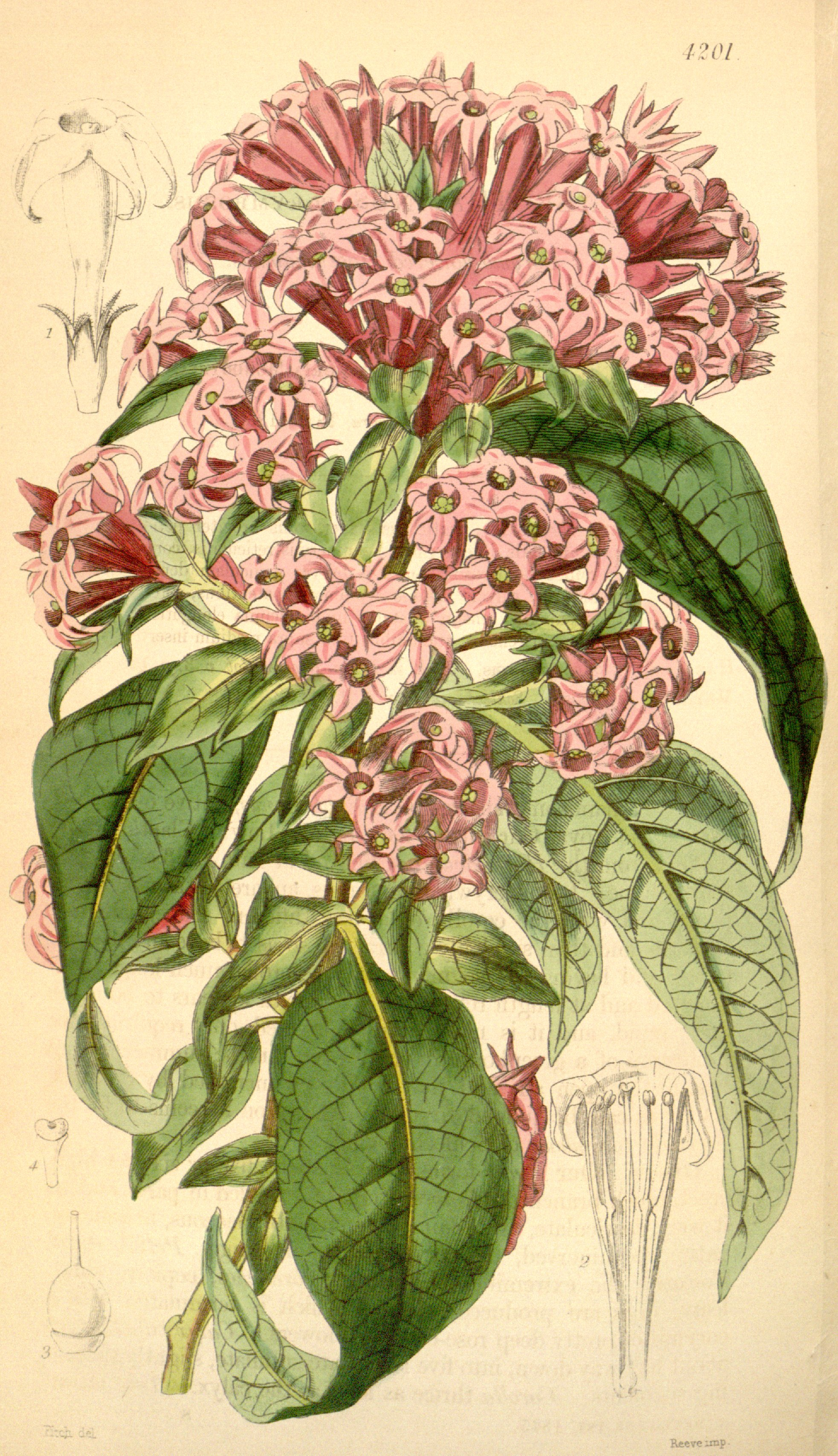